# Huis Heusden

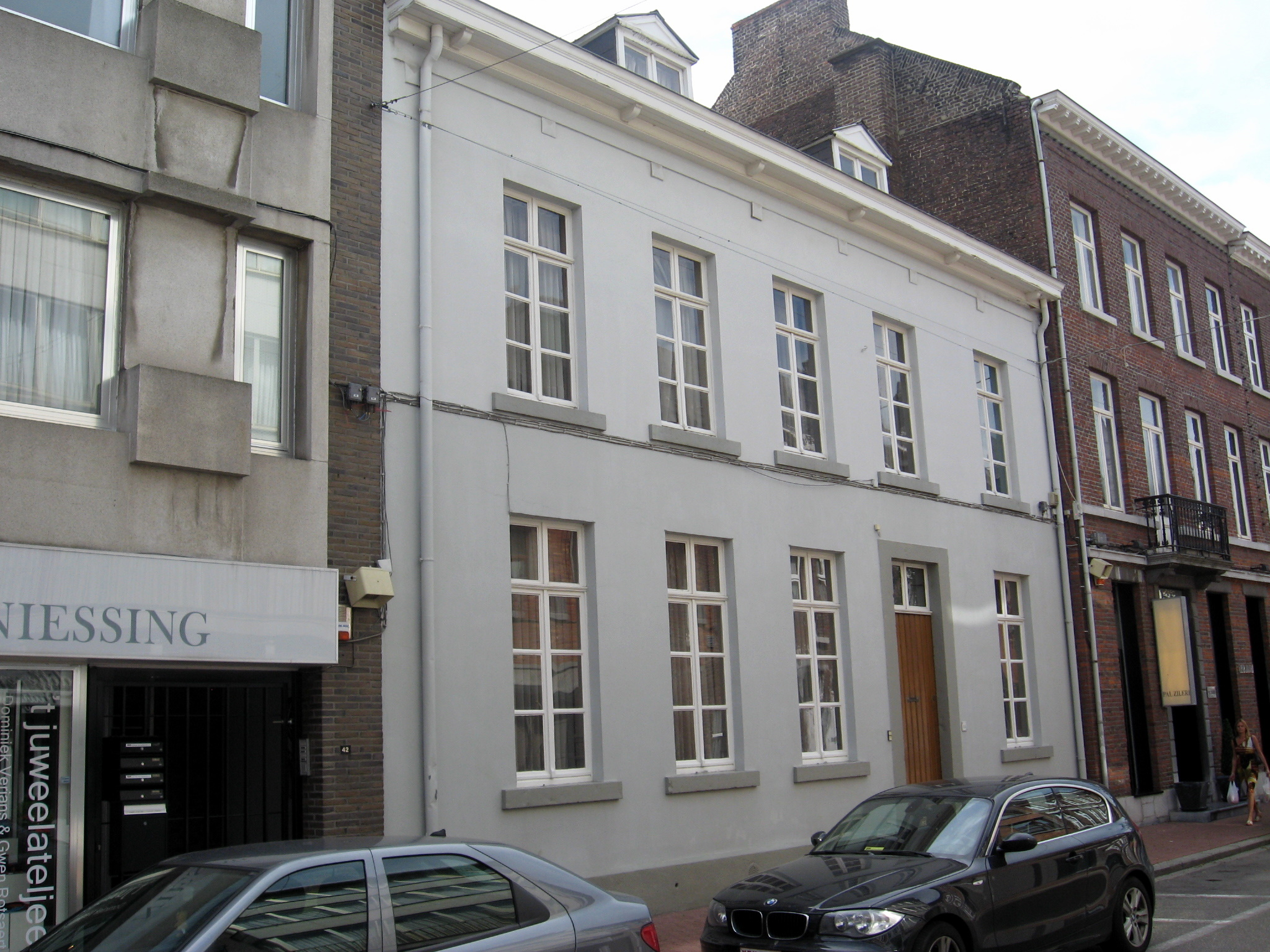
Huis Heusden

Huis Heusden is een huis aan de Aldestraat 44 te Hasselt.
Het huis werd reeds in de 18e eeuw vermeld, het lag toen tussen twee schuren. Het huidige huis stamt uit de 1e helft van de 19e eeuw en is een deftig breedhuis met lijstgevel in neoclassicistische stijl, zoals er in dit deel van de straat meer werden gebouwd. In 2002 werd het huis beschermd als monument.